# Peder Vibe
Peder Vibe (død 7. august 1658) var en dansk rentemester, søn af borgemester Mikkel Vibe.
Vibe studerede ved tyske universiteter og kom senere til Frankrig, hvor han i 3 år tjente i Ludvig 13.s gendarmerikorps. I 1627 blev han dansk politisk agent i Paris, senere resident her, optoges i den franske og den danske adelsstand og blev 1634 resident i Stockholm, en stilling han med stort diplomatisk talent beklædte i 10 år.
I 1646 gjorde Hannibal Sehested ham til medlem af sit generalkommissariat på Akershus (et slags rentekammer for Norge), og 1648 blev han rentemester i København. Her sluttede han sig snart til Corfitz Ulfeldts fjender, og efter dennes fald var han stadig på post mod det Ulfeldtske partis intriger. I sine sidste leveår var Vibe lensmand over Trondhjems len.